# متروی یکاترینبورگ
متروی یکاترینبورگ (روسی: Екатеринбу́ргский Метрополите́н) سیستم قطار شهری زیرزمینی در یکاترینبورگ، روسیه است.
این مترو که در سال ۱۹۹۱ تأسیس شده دارای ۱ خط، ۹ ایستگاه و ۱۲٫۷ کیلومتر طول می‌باشد.

## نقشه

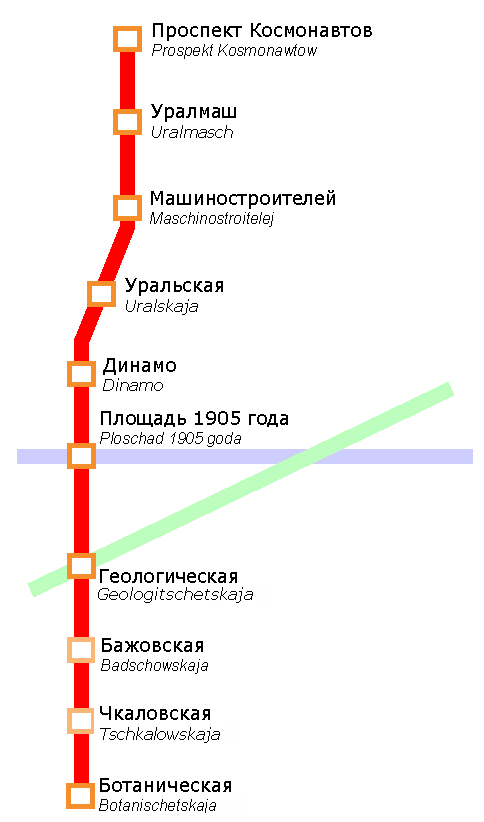
نقشه مترو

## نگارخانه

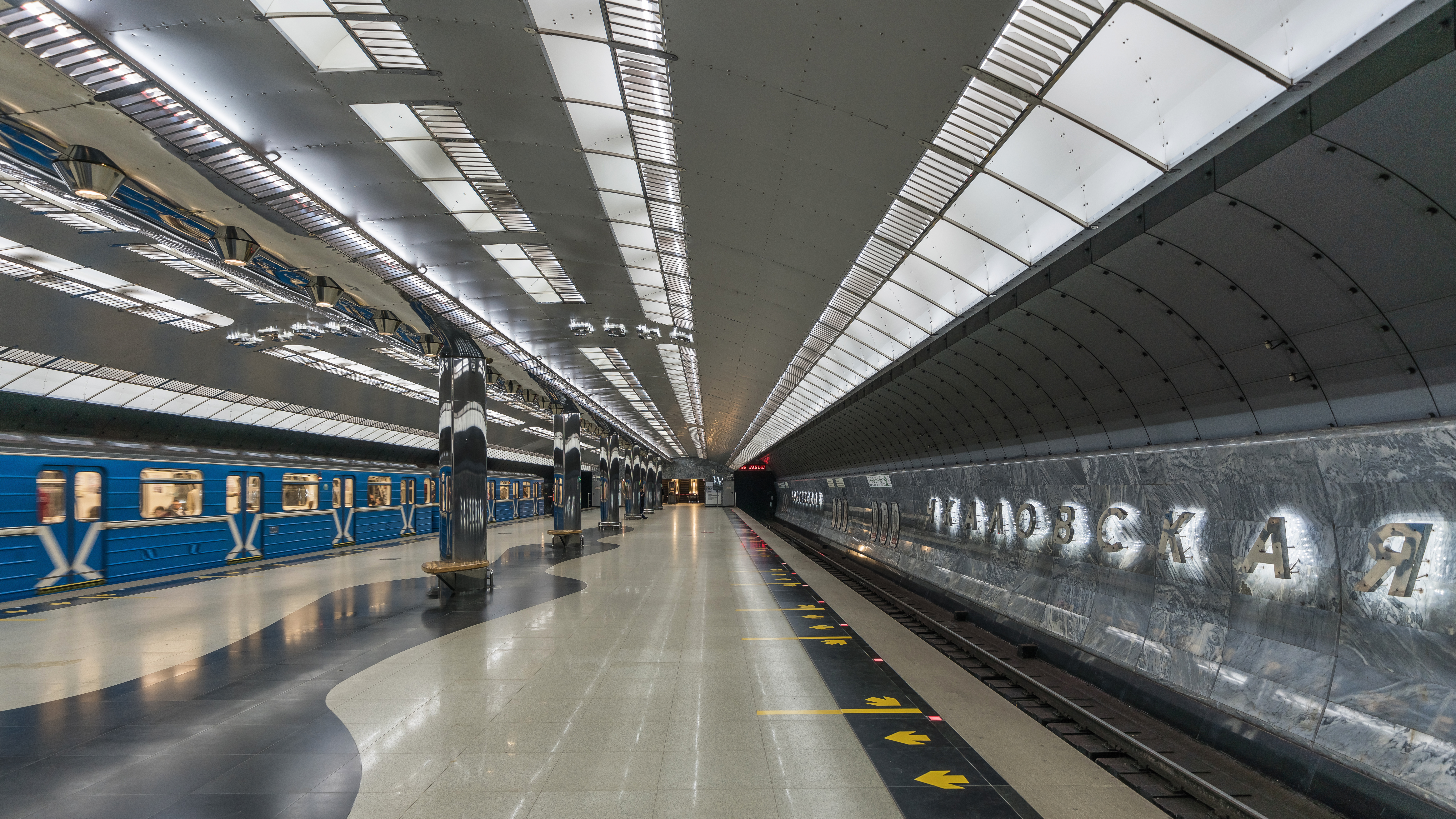
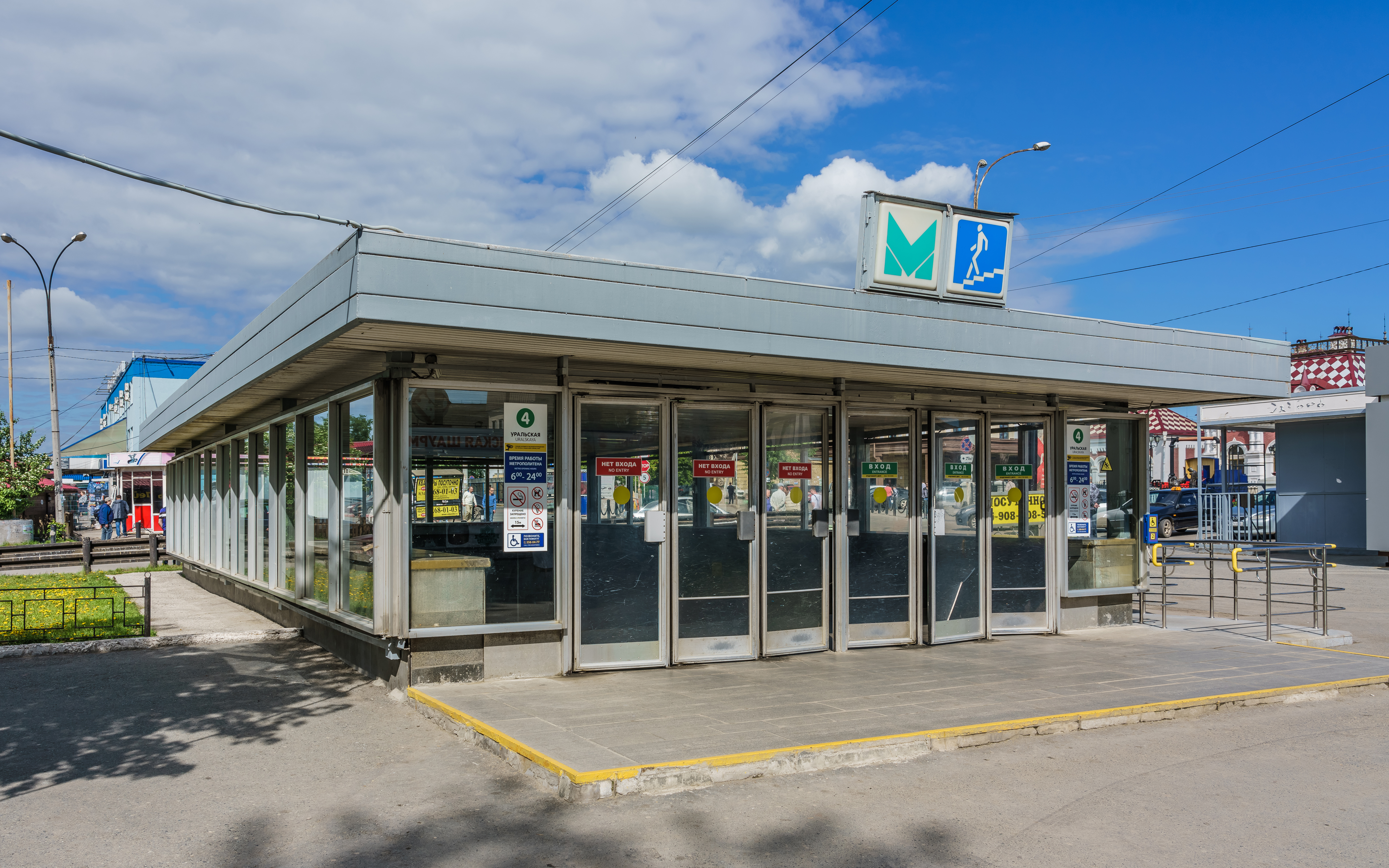